# Materiomics
Materiomics omvat de holistische beschrijving van materialen, waarbij een link wordt gelegd tussen synthese, fysicochemische materiaaleigenschappen en karakteristieken. De nadruk ligt hierbij op de functionaliteit van het materiaal op de microscopische schaal, en hoe deze bijdraagt aan materiaaleigenschappen op  macroschaal. Binnen materiomics onderzoek wordt een materiaal opeen fundamentele interdisciplinaire wijze bestudeerd, door systematisch gebruik en combinatie van experimentele, theoretische en computationele methoden. Hierbij worden de complementariteiten van deze laatsten ten volle benut. Waar de materiaalkundig ingenieur geïnteresseerd is in materiaal performantie en verwerking gericht op te praktische (bouwkundige) toepassing, zal de materiomicus/a zich richten op het ontdekken van fundamentele structuur-eigenschaps relaties welke kunnen gebruikt worden in de context van high-tech toepassingen binnen bijvoorbeeld energiematerialen (e.g. hybride perovskieten voor batterijen en zonnecellen), materialen voor kwantumtechnologie (e.g. qubits voor kwantumcommunicatie en-encriptie) of gericht op gezondheidsinnovaties (e.g. materialen welke weefselgroei ondersteunen).
De term materiomics werd met licht verschillende definities onafhankelijk voorgesteld door T. Akita et al. (2004 AIST, Japan), Markus J. Buehler et al. (2008 MIT, VS), en door Clemens van Blitterswijk et al. (2008 UTwente, Nederland). Ze deden naar analogie met genomics, waarbij het volledige genoom van een organisme wordt bestudeerd. Analoog bestudeerd materiomics de processen, structuren en eigenschappen van materialen vanuit een fundamenteel perspectief, waarbij alle relevante schalen van nano tot macro worden meegenomen in de beschouwing. Dit geïntegreerde beeld van interacties op elke schaal wordt aangeduid als het materioom van het materiaal. 
Merk op dat een gelijkaardige gedachte aan de oorsprong ligt van van het materials genome project, wat de aanzet gaf tot de ontwikkeling van uitgebreide computationele databases met op atoom schaal berekende materiaaleigenschappen. Voorbeelden hiervan zijn materialsproject en AFLOW. Hoewel niet op directe wijze verbonden, is er een belangrijke bijdrage van en voor de computationeel georienteerde materiomicus/a.
Materiomics is ook aanverwant aan proteomics. Waar de eerste zich richt op materialen wat zowel vaste stoffen als moleculen kunnen zijn, richt te laatste zich op proteinen.
Hoewel de interdisciplinaire aanpak van materiomics bij het bestuderen van materialen reeds langer aanwezig is bij onderzoeksinstellingen, is het pas recent dat ook innovatieve universtaire opleidingen in materiomics ontstaan. Voorbeelden hiervan zijn; in Vlaanderen de gelijknamige master in materiomics aan de UHasselt en de International master in Materials Science aan de Universität Augsburg in Duitsland. 

## Referentielijst
1. ↑  Akita, T., Ueda, A., Yamada, Y., Ichikawa, S., Tanaka, K. (2003). Analytical TEM Observations of Combinatorial Catalyst Libraries for Hydrogen Production – as a Part of "MATERIOMICS"–. MRS Proceedings 804. DOI: 10.1557/PROC-804-JJ9.5.
2. ↑  Buehler, Markus J., Keten, Sinan (2008). Elasticity, strength and resilience: A comparative study on mechanical signatures of α-Helix, β-sheet and tropocollagen domains. Nano Research 1. DOI: 10.1007/s12274-008-8006-7.
3. ↑  Buehler, M., Keten, S., Ackbarow, T. (2008). Theoretical and computational hierarchical nanomechanics of protein materials: Deformation and fracture. Progress in Materials Science 53 (8): 1101–1241. DOI: 10.1016/j.pmatsci.2008.06.002.
4. ↑  : Clemens van Blitterswijk et al. Materiomics: dealing with complexity in Tissue Engineering, press release on science24.com (July 7, 2008).
5. ↑  Materials Genome Initiative. Geraadpleegd op 11 maart 2023.
6. ↑   Master of Materiomics: study programme at Hasselt University, Flanders, Belgium  Doumen, S., Baeten, D., Notermans, J., Denolf, K., Vandewal, K., Vandamme, D., Nesladek, M., Graulus, G.-J., Vanpoucke, D.E.P., Van Bael, M., Vanderzande, D., & Hardy, A. (2023). De ontwikkeling van een interdisciplinair futureproof curriculum in de bètawetenschappen [The development of an interdisciplinary futureproof curriculum in the beta sciences]. TH&MA Hoger Onderwijs, 30(3), 31-37.